# 大分マート

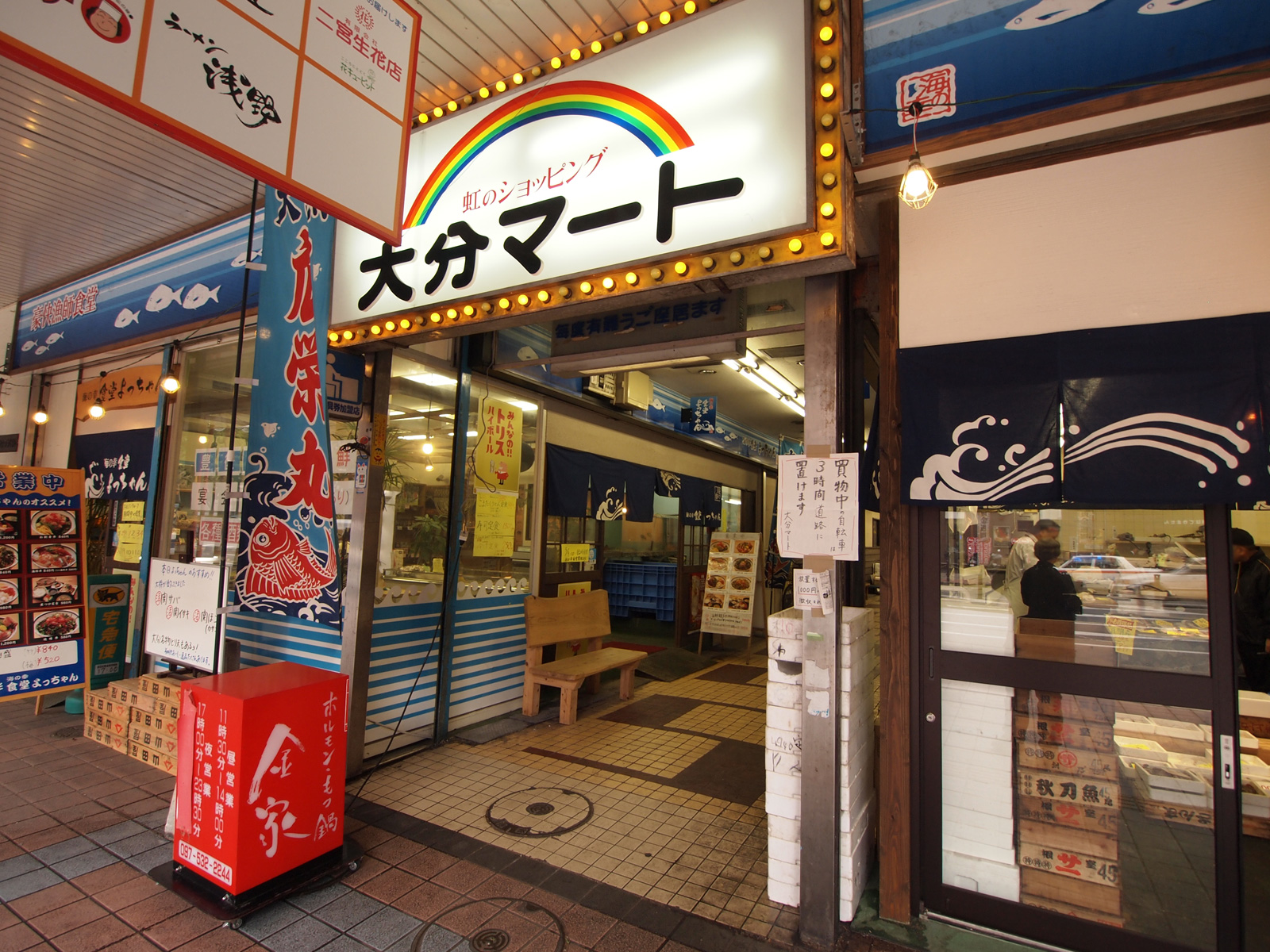
大分マート（中央通り側入口）

大分マート（おおいたマート）は、大分県大分市中央町にある商店街である。中央通りとセントポルタ中央町を結ぶ路地に18区画の商店が並んでいる。

## 概要
1911年（明治44年）に大分市本町（現中央町）で開店した糸園呉服店が、1928年（昭和3年）に開いた糸園マートが前身である。
現在の大分マートは戦後間もない1946年（昭和21年）に完成したもので、かつては食品や日用品を求める客で賑わった。しかし、2008年（平成20年）には全18区画のうち半数の9区画が空き店舗になりシャッター通りと化していた。
2008年秋のチャレンジ!おおいた国体に合わせて、大分商工会議所、大分市観光協会等が運営する「おおいた国体ウエルカムイベント実行委員会」によって、2008年9月26日から10月13日までの期間限定で大分マートの空き区画を利用して大分の特産品を販売したり、名物料理を提供する「めじろん横丁」（めじろんはチャレンジ!おおいた国体のマスコットキャラクター）のイベントが開催された。
2022年全18区画が埋まり空き店舗がなくなった。